# Кастро (Сан-Франциско)

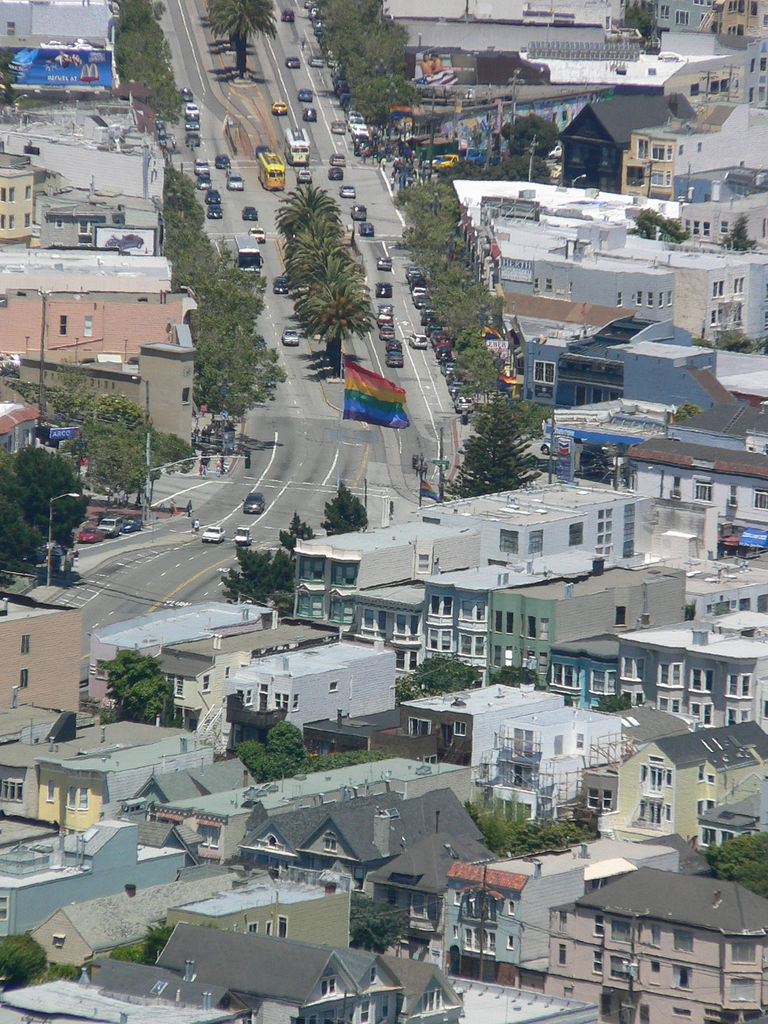
Вид на улицу Кастро

Ка́стро (англ. The Castro) — квартал в районе Юрика-Вэлли в городе Сан-Франциско, штат Калифорния. Известен в качестве места компактного проживания представителей ЛГБТ-сообщества. Гей-квартал сконцентрирован вокруг улицы Кастро-Стрит на участке от Маркет-стрит до 19-й авеню, но многие представители ЛГБТ проживают и в окрестных районах: Корона-Хайтс, Мишен-Дистрикт, Нои-Вэлли, Твин-Пикс и Хейт-Ашбери.

## История
Район получил своё название от улицы Кастро-Стрит, которая, в свою очередь, была названа в честь Хосе Кастро, алькальда Верхней Калифорнии в 1835—1836 годах, когда Сан-Франциско находился на мексиканской территории. Сам квартал появился в 1887 году.
В 1910-е квартал был известен как «Маленькая Скандинавия» из-за большого присутствия северноевропейских иммигрантов. В районе, в частности, находилось представительство Союза скандинавских моряков. Напоминанием об этом периоде служат некоторые здания, построенные по типу фахверка, которые до сих пор можно видеть на Маркет-Стрит в промежутке между улицей Кастро и Чёрч-Стрит.
С 1930-х и вплоть до 1960-х в районе жили в основном ирландцы. В эпоху хиппи (центром этого движения был соседний район Хейт-Ашбери) Кастро начал быстро превращаться в центр гей-движения. В 1970-е в этом районе открылось множество гей-баров, сформировался типичный образ жителя Кастро, известный как «Castro clone». К этому же периоду относится политическая деятельность Харви Милка — первого открытого гея, занявшего выборный политический пост в Калифорнии.

## Кастро сейчас
В Кастро имеется много достопримечательностей, связанных с историей гей-движения — это первый в истории США гей-бар со стеклянными стенами Twin Peaks, Мемориальный парк Розового треугольника и другие. В этом же квартале находится один из первых в Сан-Франциско кинотеатров Castro. В Кастро регулярно проводятся различные мероприятия ЛГБТ-сообщества.